# Jaume Cristòfol Pons Alorda
Jaume Cristòfol Pons Alorda (Caimari - Mallorca, 22 de novembre del 1984) és un poeta, narrador, traductor i professor d'escriptura creativa mallorquí. Ha publicat diversos poemaris, d'entre els quals destaquen la trilogia Tots els sepulcres i Era. Amb la seva segona novel·la, Ciutat de Mal, va aconseguir el Premi Pin i Soler. Ha traduït les Fulles d'herba de Walt Whitman i El preludi de William Wordsworth.

## Obres
Poesia
- 2007: Els (in)continents eufòrics (amb Pere Perelló i Nomdedéu i Emili Sánchez-Rubio). Palma: Jujube
- 2007: Les deixalles del desig. Eivissa: Can Sifre
- 2008: La victòria de la dona lluna. Bellaterra: Edicions UAB
- 2008: Llibre del silenci. Palma: Capaltard
- 2009: Els estris de la llum. Palma: Edicions Documenta Balear
- 2009: Cilici. Palma: Editorial Moll
- 2009: El poder i la fortor (amb Joan Tomàs Martínez Grimalt i Pau Vadell i Vallbona). Barcelona: Triallibres
- 2010: Itzikaí. Búger: Fundació ACA
- 2010: Carn vol dir desaparicions. Barcelona: LaBreu Edicions
- 2011: Unlimited Sobrassada (amb Cristòfol Pons Bendito). Barcelona: AtemBooks, un primer llibre multimèdia[3]
- 2011: Lord Son(g)s. Palma: Edicions UIB
- 2011: Èpic & Majèstic. Belgrad: Treci Trg
- 2015: Tots els sepulcres. Barcelona: LaBreu Edicions
- 2016: Cala foc als ossos. Granollers: Edicions Terrícola[4]
- 2018: Era. Barcelona: LaBreu Edicions[5]
- 2022: Mil Súmmums: AdiA.

Narrativa
- 2012: Faula. Palma: Lleonard Muntaner Editor[6]
- 2015: Apocalipsi Uuuuuuuaaaaaaa. Diari de rodatge d'Història de la meva mort d'Albert Serra. Barcelona: Comanegra i Alpha Decay
- 2015: La recerca del flamenc (amb Sebastià Portell Clar i Joan Todó). Barcelona: LaBreu Edicions
- 2019: Ciutat de Mal. Barcelona: Angle Editorial

Com a traductor
- 2010: Fúria (Furia) de Lucia Pietrelli. Palma: Edicions Documenta Balear
- 2011: Blues en setze (Blues in sedici) de Stefano Benni. Palma: Lleonard Muntaner Editor
- 2011: Una pàtina de veritat (Una pátina de verdad) de Javier Jover. Palma: Calima
- 2014: Pòster Bèsties Poemes inèdits (Unpublished Poems) de Walt Whitman. Barcelona: Edicions Poncianes
- 2014: Fulles d'herba (Leaves of Grass) de Walt Whitman. Barcelona: Edicions de 1984
- 2016: Arbre exemplifical (Arbre exemplifical) de Ramon Llull. Barcelona: Barcino
- 2017: La llibreria (The Bookshop) de Penelope Fitzgerald. Madrid: Impedimenta
- 2020: Faules d'Isop (Aesop’s Fables) d'Elli Woollard amb il·lustracions de Marta Altés. Barcelona: Blackie Books
- 2020: El preludi (The Prelude) de William Wordsworth. Barcelona: Edicions de 1984
- 2025: La Campana (The Bell) de Iris Murdoch. Barcelona: Edicions de 1984.[7][8][9]

Com a editor
- 2008: Pedra foguera. Poesia jove dels Països Catalans. Palma: Documenta Balear
- 2009: Evidències cel·lulars: poesia emergent en català. Bellaterra: Edicions UAB
- 2014: Demà no és mai. Antologia poètica de Francesc Garriga 1959-2014. Calonge: AdiA Edicions
- 2015: 123 de Màrius Sampere. Tria personal. València: Edicions del Buc
- 2018: Poesia Bloom. Calonge: AdiA Edicions
- 2018: Antònia Vicens. 50 anys de 39º a l'ombra. Barcelona: PEN Català
- 2018: Després de la pluja. Poesia reunida de Margarita Ballester. Barcelona: Cafè Central/Eumo Editorial

## Premis i reconeixements
- 2007: Premi Miquel Martí i Pol de poesia: La victòria de la dona lluna
- 2007: Premi Art jove de poesia: Fongs
- 2008: Premi Ciutat de Palma-Joan Alcover de Poesia en Català:[10] Cilici
- 2009: Premi Bartomeu Rosselló-Pòrcel:[11] Cilici
- 2010: Premi El Temps de les Cireres Vila de Serós.:[12] Cilici
- 2010: Premi Treci Trg com al millor poeta convidat del Festival Trgni Se! Poezija! de Belgrad[13]
- 2012: Premi Pare Colom de Narrativa Mediterrània:[14] Faula
- 2015: Premi Cavall Verd de traducció poètica per Fulles d'herba de Walt Whitman
- 2015: Premi Crítica Serra d'Or de traducció poètica per Fulles d'herba de Walt Whitman
- 2019: Premi Pin i Soler amb Ciutat de Mal[15]